# 天光道

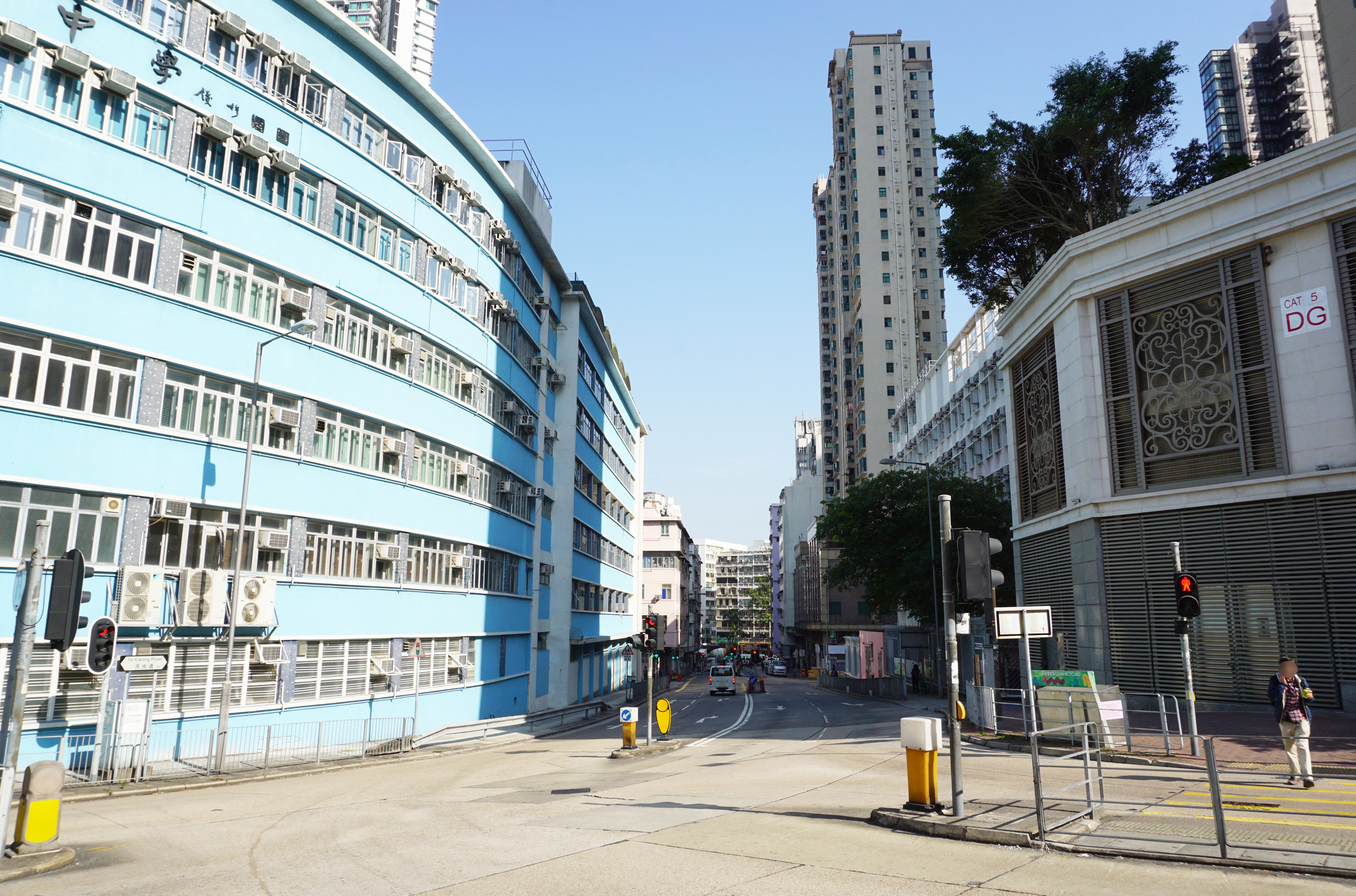
天光道南段

天光道（英語：Tin Kwong Road）是位於香港九龍靠背壟的一條道路。街尾北接亞皆老街（近九龍醫院段），中間西會常盛街，東往農圃道，街頭東至馬頭圍道。
天光道四周教會學校林立，例如鄧鏡波學校、閩光書院、獻主會聖馬善樂小學，故又稱教會道。其他學校還包括新亞中學、英皇佐治五世學校、九龍城區街坊福利會小學（已結束，現改為英才職業技能培訓中心）、天光道官立警察小學及天光道官立中學（已關閉並遷往天水圍天耀邨，易名天水圍官立中學；該校址現改為獻主會聖馬善樂小學）、東莞同鄉會學校（已關閉）。
其中，英皇佐治五世學校及鄧鏡波學校分別為二級歷史建築及三級歷史建築。
天光道駕駛考試中心亦設於天光道，為運輸署指定之8個駕駛中心之一，可進行輕型貨車、電單車路試（丙部），以考取香港駕駛執照。
國際板球理事會在2015年11月通過認可天光道遊樂場為板球單日國際賽比賽場地。它也是東亞區首個獲得認可的單日國際賽場地。

## 圖像

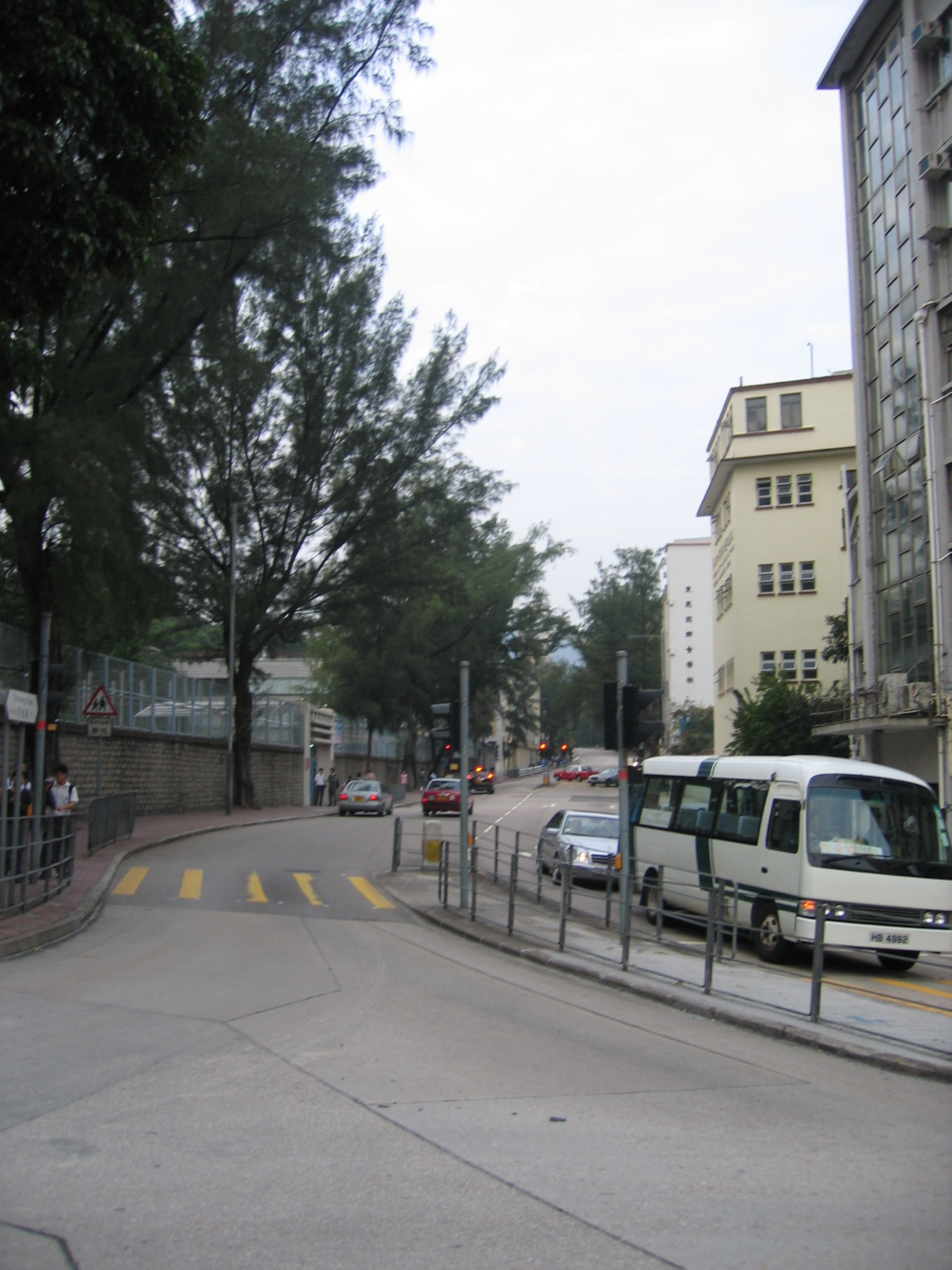
天光道北段（2006年12月）
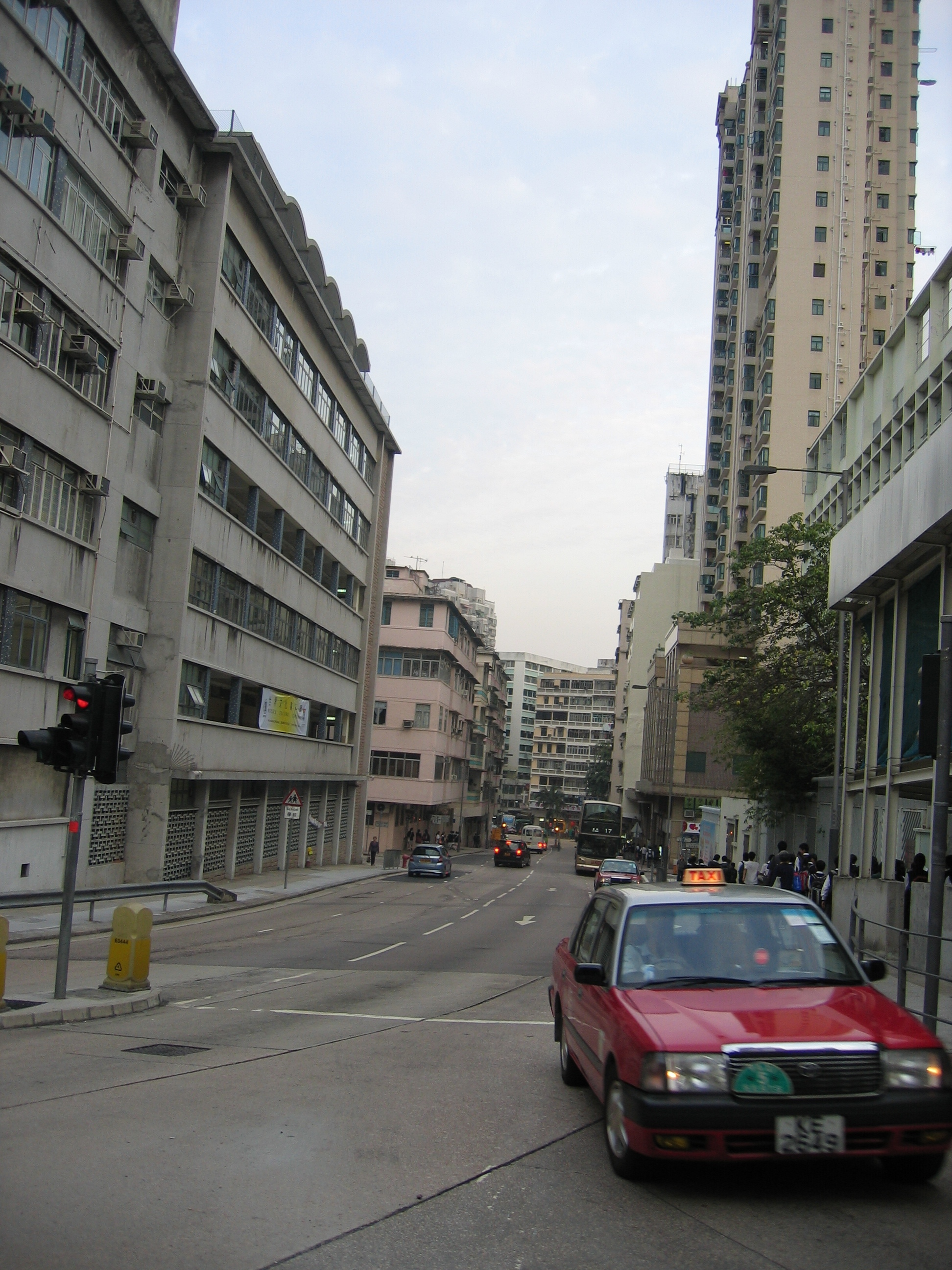
天光道南段（2006年12月，左方為翻油前的新亞中學）
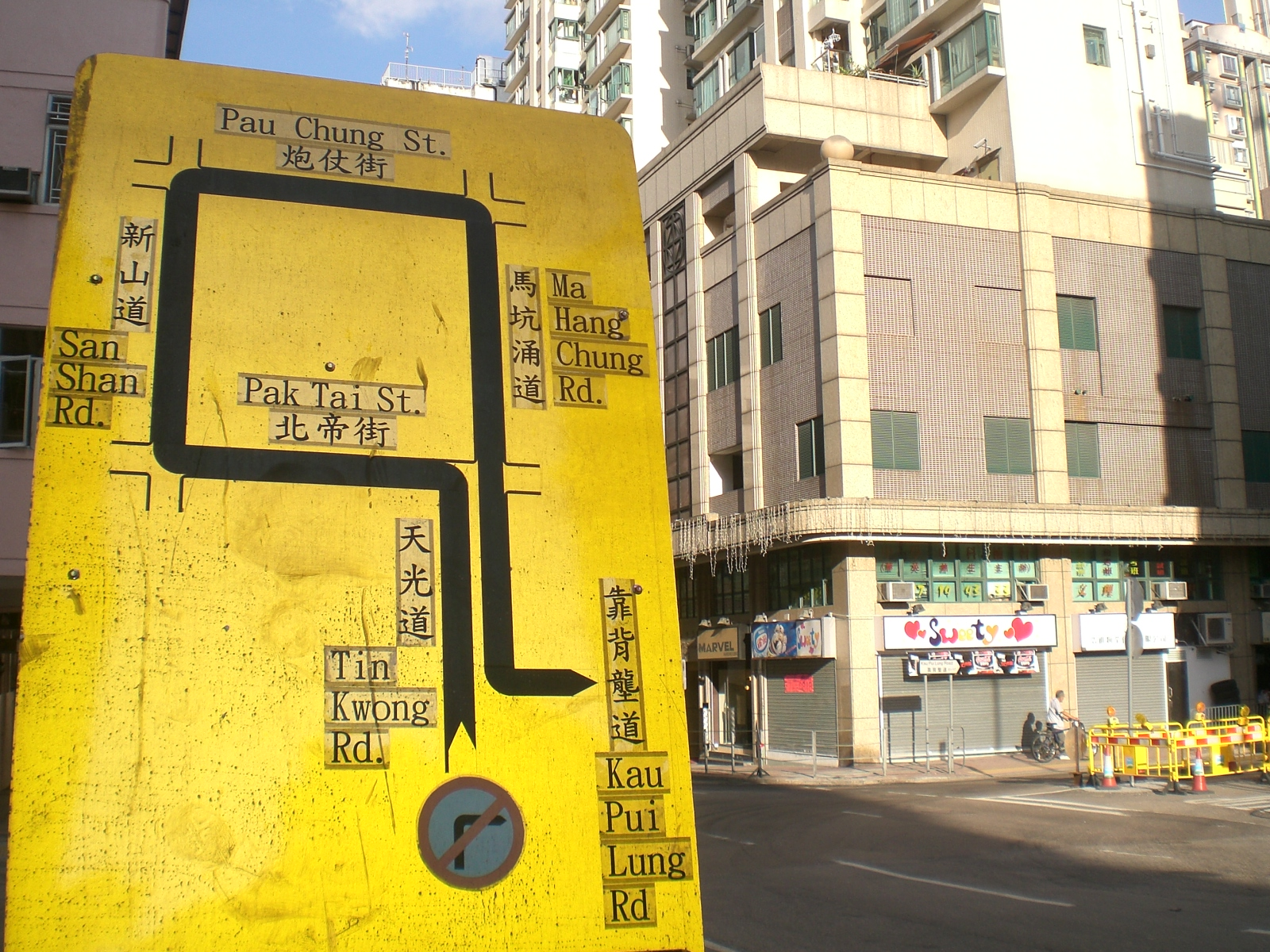
天光道臨時改道措施（2007年8月）

## 公共交通
天光道亦鄰近馬頭圍道及亞皆老街，有多線巴士及小巴來往港島、九龍及新界各區。

### 主要連接街道
- 馬頭圍道
- 亞皆老街
- 靠背壟道

## 站外連結
- 香港地方: 天光道 於1933年12月22日命名（页面存档备份，存于）